# Raising Hell
Pour les articles homonymes, voir Raising Hell.
Raising Hell est une video musicale du groupe de heavy metal britannique Iron Maiden publiée en 1994.
Il s'agit en effet du dernier concert de la tournée Real Live Tour, le 28 août 1993 au Pinewood Studios, et surtout le dernier avec le chanteur Bruce Dickinson (avant que ce dernier ne réintègre le groupe en 1999). Ce concert a été également diffusé en direct à la télévision.
Le groupe joue avec la collaboration du magicien et illusionniste d'horreur Simon Drake, qui conclut le show en tuant symboliquement Dickinson dans une vierge de fer, l'instrument de torture qui a donné son nom au groupe.

## Liste des morceaux
1. Be Quick or Be Dead
2. The Trooper
3. The Evil that Men Do
4. The Clairvoyant
5. Hallowed Be Thy Name
6. Wrathchild
7. From Here to Eternity
8. Fear of the Dark
9. Transylvania
10. The Number of the Beast
11. Bring Your Daughter... to the Slaughter
12. 2 Minutes to Midnight
13. Afraid to Shoot Strangers
14. Heaven Can Wait
15. Sanctuary
16. Run to the Hills
17. Iron Maiden

## Formation
- Bruce Dickinson : chanteur
- Steve Harris : bassiste
- Dave Murray : guitariste
- Janick Gers : guitariste
- Nicko McBrain : batterie